# Heterandria attenuata
Heterandria attenuata es un pez de la familia de los pecílidos en el orden de los ciprinodontiformes.

## Morfología
Los machos pueden alcanzar los 4 cm de longitud total y las hembras los 7 cm.

## Distribución geográfica
Se encuentran en Centroamérica: Guatemala.